# Eldoret KCC
L'Eldoret KCC est un club kenyan de football basé à Eldoret.

## Palmarès
- Coupe du Kenya (1)
  - Vainqueur : 1997
  - Finaliste : 1998